# Saussey (Côte-d'Or)
Saussey is een gemeente in het Franse departement Côte-d'Or (regio Bourgogne-Franche-Comté) en telt 84 inwoners (2009). De plaats maakt deel uit van het arrondissement Beaune.

## Geografie
De oppervlakte van Saussey bedraagt 9,4 km², de bevolkingsdichtheid is dus 8,9 inwoners per km².
De onderstaande kaart toont de ligging van Saussey (Côte-d'Or) met de belangrijkste infrastructuur en aangrenzende gemeenten.

## Demografie
Onderstaande figuur toont het verloop van het inwonertal (bron: INSEE-tellingen).